# 夫婦の秘密
『夫婦の秘密』（ふうふのひみつ）は2024年1月4日から3月7日まで、BS-TBS・BS-TBS4Kの「木曜ドラマ23」枠にて放送されたテレビドラマ。主演は臼田あさ美。
花屋を営む夫婦と近所でカフェを営む女店主、彼らを取り巻く人たちの一見幸せな日常と裏腹のダークサイドを描いた物語。
同局で22年10月期に放送されたドラマ『サワコ～それは果てなき復讐』を手掛けた武井彩、蓼内健太によるオリジナル脚本。

## あらすじ
第1話
野山穂花は花屋「リリアス」を夫の野山雅道と経営し、友人の植村翠が経営するカフェ「ルルド」でバリスタの小野寺真白やリリアスのアルバイトでカメラマンの三枝朱音、雅道の友人・栗原蒼太たちとの平穏な日々を送っていた。ある日、中学生の水無瀬蘭がリリアスに現れ、時を同じく穂花宛に「あなたの夫の秘密を知っています」という手紙が届き、リリアスに無言電話がかかってくるようになる。
第2話
手紙の件を翠に相談した穂花は、夫の雅道とアルバイトの朱音との関係を疑い始めるが、雅道は夜に絵画教室に通うと言い出す。穂花はますます不安になるが、実は雅道と朱音、蒼太が穂花の結婚1周年のサプライズを企画していたことが判明する。穂花は雅道を疑ったことを後悔し、彼を信じることにする。一方、翠はパリに単身赴任中のシェフである夫と近々再会すると周囲に喜びを告げる。後日、雅道は穂花に大口契約を結んだ蘭の母である有名フラワーアーティストの水無瀬香子を紹介するが、穂花と香子の間には過去に因縁があった。
第3話
穂花は過去に香子との間で男性問題で揉めたことから、彼女からのさらなる大口契約の申し出を断る。雅道は香子から契約が取れたが彼女との間にやましいところはなく、蘭の話し相手をしたからだと告白する。穂花はかつて香子のアシスタントを務めていた時、彼女のパートナーである小西孝行に襲われるが、香子は穂花が誘惑したと逆恨みしていたことが明らかとなり、雅道は香子との大口契約を解除する。その後、穂花は悩んだ末、怪しい手紙が届いたことを雅道に打ち明ける。
第4話
新年を迎えたころ、自分宛に送られてきたクマのぬいぐるみを見た穂花は、過去の母親からの虐待を思い出し店を飛び出す。すると穂花の家に母・清子が現れる。清子はリリアスに無言電話をかけたと告げ、「もうすぐ聡の命日ね」と語り出す。穂花は家を出てルルドに向かい、穂花の弟・聡は幼いころ心臓病で亡くなっているが、弟の死後、清子は穂花を虐待・支配し、穂花がどんなに逃げても探し当てられたことを翠に明かす。翠もパリで不倫していた夫が離婚を切る出すため帰国した際、交通事故に遭ったことを穂花に明かす。その時、穂花はルルドの店内から雅道と朱音が路上でキスしているのを目撃する。ルルドから翠が帰宅すると、寝たきりの夫・梗介がベッドに横たわっていた。
第5話
突然唇を奪われた雅道はすぐさま朱音を振り払う。朱音は雅道と穂花の仲が壊れることを楽しんでいた。翌日、ブティックで万引きを繰り返していた翠は、犯行が発覚しそうになったところを穂花に救われる。翠は寝たきりの夫の介護をしながら嘘をつき続け全てを隠していたことを穂花に打ち明け、「もう死にたい」と吐露する。そんな翠に穂花は何かを耳打ちする。香子から暴力を受けていた蘭は雅道に支えられ、通報で虐待の調査に現れた市役所の職員に保護される。その後香子は、何者かから百合の花束を受け取ると精神を病み、入院することになる。そのころ、蒼太は穂花に手紙を出したのは自分だと告白し、「雅道の名前も経歴も全て嘘だ」と伝える。
第6話
翠の夫が呼吸器が外れる事故で亡くなり、周囲の人間はいままで翠が嘘をつき続けていたと知る。翠は穂花にだけは同情されたくなかった、幸せそうな穂花が嫌いだったと本心を打ち明ける。そんな翠に穂花は「私たちは同じ秘密を共有する仲間」と告げる。後日、酔っぱらった蒼汰が穂花の家に現れ雅道の本名は「黒岩涼介」と暴露し、本物の雅道の写真を見せる。雅道と涼介は戸籍を交換し、お互い人生をやり直すと約束していた。一方で蒼汰は翠の夫が救急車で運ばれた時、穂花は笑顔で翠を見つめていたと雅道に教え、穂花には裏があると忠告する。また蘭からも、母を狂わせたのは穂花ではないかと告げられる。そんな疑惑を持たれる穂花の元に再び母・清子が現れ、過去を思い出しパニックに陥った穂花は、「あの人をこの世から消して」と涙ながらに雅道に懇願する。
第7話
過去のストーカー事件を朱音に暴かれた真白は、彼女に呼び出されたホテルで「ストーキングされた女性には裏の顔があり窒息プレイが好きだった」と言いながら、朱音の首を締め上げる。蘭の話から香子を追い詰めていないかと雅道に詰め寄られた穂花は、なぜ蘭の話ばかりするのかと怒り出すが、実際は百合の花束を香子に届け、小西が言い寄ってきた際に「香子はプライドだけの女で一度も愛したことはない」と語る音声データを聴かせ彼女を追い詰めていた。真白に海に誘われた穂花は「好きです」と告白され、雅道がいると断りつつも、真白のキスを受け入れる。そのころ翠は、警察に夫の事故死について職務質問を受ける。翠は「あなたに言われたとおりにやった」と穂花の教唆で夫の呼吸器を外したと訴えるが、穂花は「私は弟が呼吸器の事故で亡くなったと言っただけ。翠が殺したなんて警察には言わないから」と微笑む。その日の晩、蒼汰は本物の雅道を連れてきて、戸籍を入れ替えたかったのは本物の雅道ではなく、人殺しをした涼介の方だったと穂花に明かす。
第8話
涼介は穂花に、雅道は「15の時に母親の交際相手を突き飛ばして殺している」と告げる。しかし今の雅道しか信じないと言う穂花は、全く聞く耳を持とうとしなかった。穂花は翠が夫を殺したことは2人だけの秘密だと寄り添うが、その会話を雅道は偶然耳にしてしまう。雅道と涼介は久しぶりに再会すると雅道の事件は事故で処理されていると教え、「蒼汰だけはお前のこと本当に心配してる」と告げる。雅道は「誰かの幸せのために誰かが犠牲になることがある」という穂花の言葉に違和感を覚え、過去を思い出し家を飛び出した雅道は海に向かう。そのころ、蘭が穂花のもとに現れ「母は死にました。首を吊って」と報告する。
第9話
追い詰められた雅道は海で入水自殺を図ろうとするが、蒼太が現れ阻止される。落ち着きを取り戻した雅道は、自分では穂花を幸せにできないと悟り、彼女と別れることを決意する。別れを切り出された穂花は、これまで母親の幻想と会話をしていたことや、その母親はとっくに亡くなっていることを雅道に打ち明ける。そして穂花は涙を流し「別れた方がいいよ、私たち」と伝える。そのころ翠は、夫を殺した罪悪感から自首を決意する。自首を前に翠は穂花のことが大嫌いで、SNSに穂花と雅道の顔出し画像を投稿したこと、無言電話をかけていたのは自分であること、そして穂花が幻覚を見ていることも知っていたと明かすが、穂花は「全部分かってた」と笑いだす。さらに穂花は「本当に旦那さんを殺すとは」と翠を嘲笑したことから、翠は穂花に包丁を向ける。
最終話
雅道は穂花が翠に包丁で刺されるのを庇い負傷する。穂花は流血する雅道に過去を語り始め、母の愛が欲しく弟を殺害したことを告白する。穂花は雅道に「私だけを愛すると誓って」と迫るが、雅道は薄れ行く意識中「誰のものにもならない」と拒否する。穂花は包丁を手に取り「あなたは私の一部として生きていけばいい」と雅道を刺殺する。穂花は百合の花を手向け、翠、真白とともに雅道の遺体を山に埋める。その後、穂花は何事もなかったかのように日常生活に戻り、翠に自首する必要はないと告げる。真白は雅道を探す蒼汰に、彼はどこかに旅に出たと説明する。また翠は蒼汰に「もうあの夫婦に関わらないほうがいい」と忠告する。親戚の家に引き取られることになった蘭が雅道に別れの挨拶に訪れるが「彼にはもう会えない」と穂花に告げられる。穂花は真白と移転したリリアスを経営し、ルルドを閉店した翠は穂花の源氏名でホステスとして働き始める。穂花は「秘密が私たち夫婦の絆だったんだ」と雅道の幻想に寄り添う。

## キャスト

### 主要人物
野山穂花
演 - 臼田あさ美（幼少期:五藤希愛）
花屋「リリアス」の店主。幸せな生活を送っていたが、「夫の秘密を知っています」と書かれた一通の手紙がきっかけで夫の行動に不信感を抱くようになる。
野山雅道 / 黒岩涼介
演 - 豊田裕大（幼少期:黒川晏慈）
穂花の6歳年下の夫。1年前に穂花と「お互いに過去は詮索しない」と約束し結婚する。
雅道というのは偽りで、その正体は15歳の時に母親に暴力を振るった交際相手・笹田を過失から殺害した黒岩涼介。家出をして出会った野山雅道に戸籍交換を持ち掛け、人生を入れ替わっていた。
植村翠
演 - 剛力彩芽
カフェ「ルルド」のオーナー兼パティシエ。穂花の友人。シェフである夫・梗介がパリに単身赴任中。
実際は寝たきりの夫を自宅で看護するストレスからクレプトマニアとなり、万引きを繰り返していた。
穂花にそそのかさされ、夫の呼吸器を外し事故に見せかけ殺害する。
小野寺真白
演 - 山下幸輝
ルルドの口数の少ないバリスタ。
ストーカー被害者と語っていたが、実際は逆で自身がストーカーであった。
既婚者の穂花に横恋暮しその思いを告白しキスすると、彼女に従順に仕えるようになる。
栗原蒼太
演 - 古川毅（SUPER★DRAGON）
ウェブデザイナーで雅道の親友。
「夫には秘密がある」と書かれた手紙を送ったのは自分だと穂花に打ち明け、雅道は名前や経歴を詐称していると明かす。
三枝朱音
演 - 桃月なしこ
リリアスでアルバイトをするフリーカメラマン。
幸せなものを見ると壊したくなる性分から、穂花と雅道の仲を壊そうと、穂花の前で雅道にキスをする。
黒岩涼介 / 野山雅道
演 - 別府由来
本物の野山雅道。医者の家系に生まれるが医者になることに挫折し、家出して消息を絶っていた。
同じ家出少年であった黒岩涼介と出会い、彼が人殺しであることを知らず、戸籍交換を持ち掛けられ人生を入れ替わる。

### 周辺人物
水無瀬香子（みなせ きょうこ）
演 - 宮本真希
有名フラワーアーティスト。 リリアスの上客。
穂花がパートナーの小西を誘惑した被害妄想に苦しめられ精神が不安定となり、彼女を逆恨みする。
だが穂花から実際は小西が欲情し「香子を愛していない」と語る音声データを聴かされ精神を病み入院するが首吊り自殺する。
水無瀬蘭（みなせ らん）
演 - 大月美里果
香子の娘。リリアスを頻繁に訪れ、雅道にシンパシーを感じる。
被害妄想に苦しみ精神が不安定な母・香子から虐待を受けるも、見捨てることができず苦しんでいた。
しかし雅道に自分を大切にするよう諭され、市役所職員に母の虐待被害を告白する。

### ゲスト

#### 第1話
笹田剛毅
演 - 吉野晃弘（第2話・第4話 - 第9話）
涼介（偽りの雅道）の母・悦子の交際相手。悦子に暴力を振るっていたところを涼介に止められた際、後頭部を強打し亡くなる。
編集者
演 - 石橋征太郎
朱音が撮影したアート写真を持ち込んだ出版社の編集者。

#### 第2話
植村梗介
演 - 高木公佑（第3話 - 第6話・第8話）
翠の夫。シェフ。単身赴任先のパリで不倫相手を妊娠させ、帰国して翠に離婚を切り出すが平行線をたどる。
パリに引き返す道中に国内で交通事故に遭い、気管切開し寝たきり状態で翠に在宅で看護されていた。
しかし穂花に「彼を苦しみから解放しよう」とそそのかされた翠に呼吸器を外され他界する。
黒岩悦子
演 - 太田唯（第3話・第5話 - 第8話・最終話）
涼介（偽物の雅道）の母。幼い涼介に交際男性の笹田と虐待を働いていた。
ブティック店員
演 - 菅原亜未（第3話・第5話・第9話）
翠が万引きをしていたブティックの店員。

#### 第3話
小西孝行
演 - 嶋村太一（第4話・第5話・第7話・第8話・最終話）
水無瀬香子のパートナーだった男性。香子のアシスタントだった穂花に欲情し、彼女に襲い掛かる。
フラワーアーティストとして落ち目で生活費に事欠くようになった香子を援助しようと蘭に現金を渡す。
渡辺清子
演 - 青海衣央里（第4話 - 第8話・最終話）
穂花の母親。心臓病を患う穂花の弟・聡の看病に明け暮れ穂花に家事を強要し、聡が亡くなるとやり場のない思いから穂花を折檻するようになる。
折檻のトラウマで中学卒業後に何度も逃げ出した穂花の所在を突き止めていた。
渡辺聡
演 - 幡上駿成（第4話・第6話 - 第8話・最終話）
穂花の弟。幼いころに心臓の病で亡くなっているが、穂花が母の愛情欲しさに呼吸器を停止させ、その死に関わっていた。
花屋元オーナー
演 - 曽我久子（第9話）
ルルドで花屋を閉店すると翠に話していたところ、穂花から店を継がせてもらえないかと交渉される。
宅配業者
演 - 安田龍生
リリアスに差出人が穂花で自分宛てに送られてきた荷物を配達する。
正月の親子
演 - 佐藤璃音
正月に街中で蘭がすれ違った家族の子供。
海辺の家族
演 - 金子光明、新明來々、野口拓真

#### 第5話
テレビプロデューサー
演 - 遠藤龍希、高杉心悟
香子から自宅に招かれフラワーイベントの宣伝をされるが、帰り際に「香子の特集をやって誰が喜ぶんだ」と陰で吐き捨てる。
市役所職員
演 - 若木晶子（第6話）、矢作則子（第6話）
香子が蘭を虐待しているとの通報で水無瀬家に調査に現れる。
蘭の同級生
演 - 泉愛菜、堤咲良、宗村明香里
街で蘭を見かけ、不登校中の蘭ではないかと声をひそめて話す。

#### 第7話
刑事
演 - 小森敬仁（第8話）
ルルドに現れ、翠に夫・梗介の死亡事故について職務質問する。

#### 最終話
同伴の男性
演 - 田中嘉治郎
ルルドを閉店しホステスとなった翠の同伴客。
ボーイ
演 - 河合大樹
翠が勤めるクラブのボーイ。

## スタッフ
- 脚本 - 武井彩、蓼内健太[2]
- 監督 - 守下敏行、本田大介、吉田和弘[2]
- プロデュース - 鈴木早苗（BS-TBS）、有我健（BS-TBS）、巣立恭平（ROBOT）、小柳智則（EPISCOPE）[2]
- 音楽 - agehasprings Party
- 主題歌 - Che’Nelle「SOS」（avex trax）[12]
- 製作 - BS-TBS、ROBOT[2]

## 放送日程
| 話数   | 放送日  | サブタイトル     | 脚本     | 監督     |
| ------ | ------- | ---------------- | -------- | -------- |
| 第1話  | 1月04日 | 偽りの幸せ       | 武井彩   | 守下敏行 |
| 第2話  | 1月11日 | 夫の不倫         | 武井彩   | 守下敏行 |
| 第3話  | 1月18日 | 過去からの復讐   | 蓼内健太 | 守下敏行 |
| 第4話  | 1月25日 | 破滅の始まり     | 蓼内健太 | 守下敏行 |
| 第5話  | 2月01日 | 夫の本性         | 蓼内健太 | 吉田和弘 |
| 第6話  | 2月08日 | 失うなら殺したい | 蓼内健太 | 吉田和弘 |
| 第7話  | 2月15日 | 恐ろしい女       | 武井彩   | 本田大介 |
| 第8話  | 2月22日 | 破滅             | 蓼内健太 | 本田大介 |
| 第9話  | 2月29日 | 暴露と殺意       | 蓼内健太 | 本田大介 |
| 最終話 | 3月07日 | 愛の終着地       | 武井彩   | 本田大介 |

## ネット配信
| 配信開始月 | 配信サイト | 配信料金     | 備考       |
| ---------- | ---------- | ------------ | ---------- |
| 2024年1月  | TVer       | 広告付き無料 | 見逃し配信 |
| 2024年1月  | Netflix    | 定額制有料   |            |